# Bremeria decaryi
Bremeria decaryi är en måreväxtart som först beskrevs av Anne-Marie Homolle, och fick sitt nu gällande namn av Sylvain G. Razafimandimbison och Grecebio Jonathan D. Alejandro. Bremeria decaryi ingår i släktet Bremeria och familjen måreväxter.
Artens utbredningsområde är Madagaskar. Inga underarter finns listade i Catalogue of Life.